# Liste der Monuments historiques in Dombasle-sur-Meurthe
Die Liste der Monuments historiques in Dombasle-sur-Meurthe führt die Monuments historiques in der französischen Gemeinde Dombasle-sur-Meurthe auf.

## Liste der Objekte
| Bezeichnung                              | Beschreibung | Standort                      | Kennzeichnung | Schutzstatus | Datum | Bild |
| ---------------------------------------- | --- | ----------------------------- | ------------- | ------------ | ----- | ---- |
| Zwei Engelsskulpturen                    | Holz, farbig gefasst und vergoldet, Anfang des 18. Jahrhunderts | in der Kirche St-Basle (Lage) | PM54000193    | Classé       | 1982  |      |
| Gemälde Einzug Christi in Jerusalem      | Ölfarbe auf Leinwand, Ende des 17. Jahrhunderts | in der Kirche St-Basle (Lage) | PM54000196    | Classé       | 1982  |      |
| Basolus-Altar                            | rechter Seitenaltar; Altartisch mit Altaraufbau, Retabel und Gemälde; Holz, farbig gefasst und vergoldet, 18. und 19. Jahrhundert; Altarbild: Ölfarbe auf Leinwand, 1705 von Nicolas Bedan | in der Kirche St-Basle (Lage) | PM54000197    | Classé       | 1982  |      |
| Gemälde Auferstehung Christi             | Ölfarbe auf Leinwand, 18. Jahrhundert | in der Kirche St-Basle (Lage) | PM54000199    | Classé       | 1982  |      |
| Gemälde Auferweckung des Lazarus         | Ölferbe auf Leinwand, um 1570, möglicherweise von Frans Pourbus dem Älteren | in der Kirche St-Basle (Lage) | PM54000194    | Classé       | 1982  |      |
| Gemälde Rast auf der Flucht nach Ägypten | Ölfarbe auf Leinwand, 18. Jahrhundert, nach Nicolas Poussin | in der Kirche St-Basle (Lage) | PM54000195    | Classé       | 1982  |      |
| Maria-Immaculata-Altar                   | linker Seitenaltar; Altartisch mit Altaraufbau, Retabel und Gemälde; Holz, farbig gefasst und vergoldet, sowie Ölfarbe auf Leinwand, 18. und 19. Jahrhundert                               | in der Kirche St-Basle (Lage) | PM54000198    | Classé       | 1982  |      |